# Constitution du Kosovo
Lire en ligne

Consulter

Cadre constitutionnel pour une administration autonome provisoire du Kosovo.
La Constitution du Kosovo est la loi fondamentale adoptée par la république du Kosovo, après sa déclaration d'indépendance en 2008.
Si d'autres constitutions ou cades légaux ont existé sur le territoire du Kosovo, cette constitution est la seule présentant le Kosovo comme un pays indépendant.

## Structure
| Hiérarchie | Subdivision   | Intitulé                                                              |
| ---------- | ------------- | --------------------------------------------------------------------- |
| 0          | Préambule     | Préambule                                                             |
| 1          | Chapitre I    | Dispositions fondamentales                                            |
| 1.1        | Article 1     | Définition de l'État                                                  |
| 1.2        | Article 2     | Souveraineté                                                          |
| 1.3        | Article 3     | Égalité devant la loi                                                 |
| 1.4        | Article 4     | Forme de gouvernement et séparation des pouvoirs                      |
| 1.5        | Article 5     | Langues                                                               |
| 1.6        | Article 6     | Symboles                                                              |
| 1.7        | Article 7     | Valeurs                                                               |
| 1.8        | Article 8     | État laïque                                                           |
| 1.9        | Article 9     | Patrimoine culturel et religieux                                      |
| 1.10       | Article 10    | Économie                                                              |
| 1.11       | Article 11    | Monnaie                                                               |
| 1.12       | Article 12    | Gouvernement local                                                    |
| 1.13       | Article 13    | Capitale                                                              |
| 1.14       | Article 14    | Nationalité                                                           |
| 1.15       | Article 15    | Citoyens vivant à l'étranger                                          |
| 1.16       | Article 16    | Primauté de la constitution                                           |
| 1.17       | Article 17    | Accords internationaux                                                |
| 1.18       | Article 18    | Ratification des accords internationaux                               |
| 1.19       | Article 19    | Applicabilité du droit international                                  |
| 1.20       | Article 20    | Délégation de souveraineté                                            |
| 2          | Chapitre II   | Droits et libertés fondamentaux                                       |
| 2.1        | Article 21    | Principes généraux                                                    |
| 2.2        | Article 22    | Applicabilité directe des accords internationaux                      |
| 2.3        | Article 23    | Dignité humaine                                                       |
| 2.4        | Article 24    | Égalité devant la loi                                                 |
| 2.5        | Article 25    | Droit à la vie                                                        |
| 2.6        | Article 26    | Intégrité personnelle                                                 |
| 2.7        | Article 27    | Interdiction de la torture et traitements inhumains                   |
| 2.8        | Article 28    | Esclavage et travail forcé interdits                                  |
| 2.9        | Article 29    | Liberté et sécurité                                                   |
| 2.10       | Article 30    | Droits des accusés                                                    |
| 2.11       | Article 31    | Procès équitable                                                      |
| 2.12       | Article 32    | Recours judiciaires                                                   |
| 2.13       | Article 33    | Légalité et proportionnalité                                          |
| 2.14       | Article 34    | Non bis in idem                                                       |
| 2.15       | Article 35    | Liberté de circulation                                                |
| 2.16       | Article 36    | Vie privée                                                            |
| 2.17       | Article 37    | Mariage et famille                                                    |
| 2.18       | Article 38    | Liberté de religion et de conscience                                  |
| 2.19       | Article 39    | Confessions religieuses                                               |
| 2.20       | Article 40    | Liberté d'expression                                                  |
| 2.21       | Article 41    | Accès aux documents publics                                           |
| 2.22       | Article 42    | Liberté des médias                                                    |
| 2.23       | Article 43    | Liberté de réunion                                                    |
| 2.24       | Article 44    | Liberté d'association                                                 |
| 2.25       | Article 45    | Droit de vote et de participation                                     |
| 2.26       | Article 46    | Protection de la propriété                                            |
| 2.27       | Article 47    | Éducation                                                             |
| 2.28       | Article 48    | Liberté artistique et scientifique                                    |
| 2.29       | Article 49    | Travail et profession                                                 |
| 2.30       | Article 50    | Droits de l'enfant                                                    |
| 2.31       | Article 51    | Santé et protection sociale                                           |
| 2.32       | Article 52    | Environnement                                                         |
| 2.33       | Article 53    | Interprétation des droits fondamentaux                                |
| 2.34       | Article 54    | Protection judiciaire                                                 |
| 2.35       | Article 55    | Limites aux droits fondamentaux                                       |
| 2.36       | Article 56    | Droits et libertés fondamentaux en période d'état d'urgence           |
| 3          | Chapitre III  | Droits des communautés et de leurs membres                            |
| 3.1        | Article 57    | Principes généraux                                                    |
| 3.2        | Article 58    | Responsabilités de l'État                                             |
| 3.3        | Article 59    | Droits des communautés                                                |
| 3.4        | Article 60    | Conseil consultatif des communautés                                   |
| 3.5        | Article 61    | Représentation dans les institutions publiques                        |
| 3.6        | Article 62    | Représentation au niveau local                                        |
| 4          | Chapitre IV   | Assemblée de la république du Kosovo                                  |
| 4.1        | Article 63    | Principes généraux                                                    |
| 4.2        | Article 64    | Structure de l'Assemblée                                              |
| 4.3        | Article 65    | Compétences de l'Assemblée                                            |
| 4.4        | Article 66    | Élection et mandat                                                    |
| 4.5        | Article 67    | Élection du président et des vice-présidents                          |
| 4.6        | Article 68    | Sessions                                                              |
| 4.7        | Article 69    | Calendrier et quorum des sessions                                     |
| 4.8        | Article 70    | Mandat des députés                                                    |
| 4.9        | Article 71    | Qualification et égalité de genre                                     |
| 4.10       | Article 72    | Incompatibilités                                                      |
| 4.11       | Article 73    | Inéligibilité                                                         |
| 4.12       | Article 74    | Exercice de la fonction                                               |
| 4.13       | Article 75    | Immunité                                                              |
| 4.14       | Article 76    | Règlement intérieur                                                   |
| 4.15       | Article 77    | Commissions                                                           |
| 4.16       | Article 78    | Commission des droits et intérêts des communautés                     |
| 4.17       | Article 79    | Initiative législative                                                |
| 4.18       | Article 80    | Adoption des lois                                                     |
| 4.19       | Article 81    | Législation d'intérêt vital                                           |
| 4.20       | Article 82    | Dissolution de l'Assemblée                                            |
| 5          | Chapitre V    | Président de la république du Kosovo                                  |
| 5.1        | Article 83    | Statut du président                                                   |
| 5.2        | Article 84    | Compétences du président                                              |
| 5.3        | Article 85    | Conditions d'éligibilité                                              |
| 5.4        | Article 86    | Élection du président                                                 |
| 5.5        | Article 87    | Mandat et serment                                                     |
| 5.6        | Article 88    | Incompatibilité                                                       |
| 5.7        | Article 89    | Immunité                                                              |
| 5.8        | Article 90    | Absence temporaire                                                    |
| 5.9        | Article 91    | Révocation                                                            |
| 6          | Chapitre VI   | Gouvernement de la république du Kosovo                               |
| 6.1        | Article 92    | Principes généraux                                                    |
| 6.2        | Article 93    | Compétences du gouvernement                                           |
| 6.3        | Article 94    | Compétences du Premier ministre                                       |
| 6.4        | Article 95    | Élection du gouvernement                                              |
| 6.5        | Article 96    | Ministères et représentation des communautés                          |
| 6.6        | Article 97    | Responsabilités                                                       |
| 6.7        | Article 98    | Immunité                                                              |
| 6.8        | Article 99    | Procédures                                                            |
| 6.9        | Article 100   | Motion de censure                                                     |
| 6.10       | Article 101   | Fonction publique                                                     |
| 7          | Chapitre VII  | Système judiciaire                                                    |
| 7.1        | Article 102   | Principes généraux du système judiciaire                              |
| 7.2        | Article 103   | Organisation et compétence des tribunaux                              |
| 7.3        | Article 104   | Nomination et révocation des juges                                    |
| 7.4        | Article 105   | Mandat et renouvellement                                              |
| 7.5        | Article 106   | Incompatibilité                                                       |
| 7.6        | Article 107   | Immunité                                                              |
| 7.7        | Article 108   | Conseil judiciaire du Kosovo                                          |
| 7.8        | Article 109   | Procureur de l'État                                                   |
| 7.9        | Article 110   | Conseil des procureurs du Kosovo                                      |
| 7.10       | Article 111   | Avocature                                                             |
| 8          | Chapitre VIII | Cour constitutionnelle                                                |
| 8.1        | Article 112   | Principes généraux                                                    |
| 8.2        | Article 113   | Compétence et parties autorisées                                      |
| 8.3        | Article 114   | Composition et mandat de la Cour constitutionnelle                    |
| 8.4        | Article 115   | Organisation de la Cour constitutionnelle                             |
| 8.5        | Article 116   | Effet juridique des décisions                                         |
| 8.6        | Article 117   | Immunité                                                              |
| 8.7        | Article 118   | Révocation                                                            |
| 9          | Chapitre IX   | Relations économiques                                                 |
| 9.1        | Article 119   | Principes généraux                                                    |
| 9.2        | Article 120   | Finances publiques                                                    |
| 9.3        | Article 121   | Propriété                                                             |
| 9.4        | Article 122   | Utilisation de la propriété et des ressources naturelles              |
| 10         | Chapitre X    | Gouvernement local et organisation territoriale                       |
| 10.1       | Article 123   | Principes généraux                                                    |
| 10.2       | Article 124   | Organisation et fonctionnement de l'autonomie locale                  |
| 11         | Chapitre XI   | Secteur de la sécurité                                                |
| 11.1       | Article 125   | Principes généraux                                                    |
| 11.2       | Article 126   | Force de sécurité du Kosovo                                           |
| 11.3       | Article 127   | Conseil de sécurité du Kosovo                                         |
| 11.4       | Article 128   | Police du Kosovo                                                      |
| 11.5       | Article 129   | Agence de renseignement du Kosovo                                     |
| 11.6       | Article 130   | Autorité de l'aviation civile                                         |
| 11.7       | Article 131   | État d'urgence                                                        |
| 12         | Chapitre XII  | Institutions indépendantes                                            |
| 12.1       | Article 132   | Rôle et compétences de l'Ombudsman                                    |
| 12.2       | Article 133   | Bureau de l'Ombudsman                                                 |
| 12.3       | Article 134   | Qualification, élection et révocation de l'Ombudsman                  |
| 12.4       | Article 135   | Rapport de l'Ombudsman                                                |
| 12.5       | Article 136   | Auditeur général du Kosovo                                            |
| 12.6       | Article 137   | Compétences de l'Auditeur général                                     |
| 12.7       | Article 138   | Rapports de l'Auditeur général                                        |
| 12.8       | Article 139   | Commission électorale centrale                                        |
| 12.9       | Article 140   | Banque centrale du Kosovo                                             |
| 12.10      | Article 141   | Commission indépendante des médias                                    |
| 12.11      | Article 142   | Agences indépendantes                                                 |
| 13         | Chapitre XIII | Dispositions finales                                                  |
| 13.1       | Article 143   | Proposition globale pour le statut du Kosovo                          |
| 13.2       | Article 144   | Amendements                                                           |
| 13.3       | Article 145   | Continuité des accords internationaux et de la législation applicable |
| 14         | Chapitre XIV  | Dispositions transitoires                                             |
| 14.1       | Article 146   | Représentant civil international                                      |
| 14.2       | Article 147   | Autorité finale du représentant civil international                   |
| 14.3       | Article 148   | Dispositions transitoires pour l'Assemblée du Kosovo                  |
| 14.4       | Article 149   | Adoption initiale des lois d'intérêt vital                            |
| 14.5       | Article 150   | Nomination des juges et procureurs                                    |
| 14.6       | Article 151   | Composition temporaire du Conseil judiciaire                          |
| 14.7       | Article 152   | Composition temporaire de la Cour constitutionnelle                   |
| 14.8       | Article 153   | Présence militaire internationale                                     |
| 14.9       | Article 154   | Corps de protection du Kosovo                                         |
| 14.10      | Article 155   | Citoyenneté                                                           |
| 14.11      | Article 156   | Réfugiés et personnes déplacées                                       |
| 14.12      | Article 157   | Auditeur général (provisions transitoires)                            |
| 14.13      | Article 158   | Autorité bancaire centrale                                            |
| 14.14      | Article 159   | Entreprises et biens socialement possédés                             |
| 14.15      | Article 160   | Entreprises publiques                                                 |
| 14.16      | Article 161   | Transition des institutions                                           |
| 14.17      | Article 162   | Entrée en vigueur                                                     |

## Sources
- (en) Cet article est partiellement ou en totalité issu de l’article de Wikipédia en anglais intitulé « Constitution of Kosovo » (voir la liste des auteurs).

## Compléments